# جان آلدرتن
جان آلدرتن (انگلیسی: John Alderton؛ زادهٔ ۲۷ نوامبر ۱۹۴۰) بازیگر اهل بریتانیا است.
 وی از سال ۱۹۶۳ میلادی تاکنون مشغول فعالیت بوده‌است.
از فیلم‌ها یا برنامه‌های تلویزیونی که وی در آن نقش داشته‌است می‌توان به کلئوپاترا و دختران تقویم اشاره کرد.